# 2013年のJリーグ
この項目では、2013年シーズンの日本プロサッカーリーグ（Jリーグ）について述べる。

## 概要
2012年12月18日、大会方式の概要について発表された。
今シーズンからJリーグクラブライセンス制度の本格運用がスタートし、前年の審査に基づいてクラブライセンスを取得したJ1・J2計40チームによるリーグ戦が行われる。
このシーズンでは、若手選手の出場機会を増やすため、23歳以下の選手がディビジョン1からディビジョン2へといった具合に下のカテゴリーに属するクラブへ移籍する場合に限って、移籍の期間制限を1期限定で撤廃する試みを行うことが、前年10月31日に決められた。
この年はシーズン中に1993年5月15日のJリーグ開幕から満20年を迎えたことから、前年同様様々な特別企画が行われてた。

## できごと
1月17日
J1・J2の開幕カードならびに各クラブのホーム初戦が発表される。このうち、開幕節の横浜F・マリノスvs湘南ベルマーレについては、日産スタジアムの改修工事の遅れから「会場未定」と発表された。
2月1日
J1・J2のリーグ戦の全日程が発表される。1月17日時点で未定だった横浜FMvs湘南の会場は日産スタジアムに正式決定。
J2・ザスパ草津がチーム名を「ザスパクサツ群馬」に変更。
2月26日
この日行われた理事会で、松本山雅FCのホームタウンを「松本市、安曇野市、山形村、塩尻市」へ変更（松本市のみから2市1村を追加）することを承認。また、ブラウブリッツ秋田・ツエーゲン金沢（いずれもJFL）の準加盟を承認。
2月28日
シーズン終了後に開催されるJリーグアウォーズにて「最優秀ゴール賞」を新設することを発表。J1・J2のリーグ戦各節終了後に「ノミネートゴール」3ゴールずつを選定し、その中から各月ごとの「月間ベストゴール」を選定、月間ベストゴールの中から最優秀ゴールを選定する。
5月1日
Jリーグ開幕20周年を記念し、初年度開幕日の5月15日を『Jリーグの日』として日本記念日協会に登録。5月15日に行われた2013Jリーグヤマザキナビスコカップ予選リーグ・FC東京vsアルビレックス新潟（国立競技場）の試合前にセレモニーが行われた。
5月11日
Jリーグ開幕20周年を記念して、公式試合球として「TANGO 12 KOTOHOGI」をこの日から同月29日まで使用。
また、同日のJ1第11節・浦和レッズvs鹿島アントラーズ（埼玉スタジアム2002）を記念試合「Jリーグ 20thアニバーサリーマッチ」として開催。当日は試合に先立ち記念セレモニーが行なわれ、浦和OBのロブソン・ポンテと鹿島OBのアルシンド・サルトーリが挨拶したほか、Jリーグ開幕日である1993年5月15日生まれの尾崎千瑛がスピーチを行なった。なお、試合結果は3-1で浦和の勝利となったが、決勝点となったFW興梠慎三のゴールをめぐる判定が物議を醸し、後日日本サッカー協会の上川徹審判委員長が誤判定であったことを認めるという異例の事態となった。
5月14日
J1・J2リーグを対象とした月間MVPの新設を発表。
5月17日
Jリーグ20周年を記念した過去20年間での『ベストゴール』『ベストイレブン』『ベストマッチ』をサポーター投票で決定する『Jクロニクルベスト』を発表。
8月20日
この日行われた理事会で、横浜スポーツ&カルチャークラブ (Y.S.C.C) (JFL)・グルージャ盛岡（東北1部）・レノファ山口FC（中国）の準加盟を承認。
9月17日
この日行われた理事会で、福島ユナイテッドFC・藤枝MYFC・FC琉球（以上JFL）・ヴァンラーレ八戸（東北1部）・tonan前橋（関東1部）・アスルクラロ沼津（東海1部）・奈良クラブ（関西1部）の準加盟を承認。
11月19日
この日開催された臨時理事会で、この年のJFLで2位になったカマタマーレ讃岐のJ2入会を条件付きで承認。
また、翌年度発足するJ3リーグについて、参加希望クラブのうち9クラブ（秋田・福島・町田・YSCC横浜・相模原・金沢・長野・藤枝・琉球）のJ3入会を承認する とともに、J1・J2の22歳以下のメンバーで構成された「Jリーグ・アンダー22選抜」のJ3参加を決定。
11月30日
この日開催されたJ1第33節・横浜F・マリノスvsアルビレックス新潟（日産スタジアム）の試合の入場者数が6万2632人となり、J1のリーグ戦最多入場者数記録を更新する。
12月2日
J3リーグ参加希望クラブのうちグルージャ盛岡のJ3入会を承認。
12月7日
この日行われたJ1最終節で、前節まで首位の横浜F・マリノスが敗れ、2位のサンフレッチェ広島が勝利したことで、逆転での広島のJ1優勝（連覇）が決定。

## J1
| 順 | チーム                 | 試 | 勝 | 分 | 敗 | 得 | 失 | 差  | 点 | 出場権または降格                       |
| -- | ---------------------- | -- | -- | -- | -- | -- | -- | --- | -- | -------------------------------------- |
| 1  | サンフレッチェ広島 (C) | 34 | 19 | 6  | 9  | 51 | 29 | +22 | 63 | ACL2014グループステージ1の出場権を獲得 |
| 2  | 横浜F・マリノス        | 34 | 18 | 8  | 8  | 49 | 31 | +18 | 62 | ACL2014グループステージ1の出場権を獲得 |
| 3  | 川崎フロンターレ       | 34 | 18 | 6  | 10 | 65 | 51 | +14 | 60 | ACL2014グループステージ1の出場権を獲得 |
| 4  | セレッソ大阪           | 34 | 16 | 11 | 7  | 53 | 32 | +21 | 59 | ACL2014グループステージ1の出場権を獲得 |
| 5  | 鹿島アントラーズ       | 34 | 18 | 5  | 11 | 60 | 52 | +8  | 59 |                                        |
| 6  | 浦和レッズ             | 34 | 17 | 7  | 10 | 66 | 56 | +10 | 58 |                                        |
| 7  | アルビレックス新潟     | 34 | 17 | 4  | 13 | 48 | 42 | +6  | 55 |                                        |
| 8  | FC東京                 | 34 | 16 | 6  | 12 | 61 | 47 | +14 | 54 |                                        |
| 9  | 清水エスパルス         | 34 | 15 | 5  | 14 | 48 | 57 | −9  | 50 |                                        |
| 10 | 柏レイソル             | 34 | 13 | 9  | 12 | 56 | 59 | −3  | 48 |                                        |
| 11 | 名古屋グランパス       | 34 | 13 | 8  | 13 | 47 | 48 | −1  | 47 |                                        |
| 12 | サガン鳥栖             | 34 | 13 | 7  | 14 | 54 | 63 | −9  | 46 |                                        |
| 13 | ベガルタ仙台           | 34 | 11 | 12 | 11 | 41 | 38 | +3  | 45 |                                        |
| 14 | 大宮アルディージャ     | 34 | 14 | 3  | 17 | 45 | 48 | −3  | 45 |                                        |
| 15 | ヴァンフォーレ甲府     | 34 | 8  | 13 | 13 | 30 | 41 | −11 | 37 |                                        |
| 16 | 湘南ベルマーレ (R)     | 34 | 6  | 7  | 21 | 34 | 62 | −28 | 25 | J22014へ降格                           |
| 17 | ジュビロ磐田 (R)       | 34 | 4  | 11 | 19 | 40 | 56 | −16 | 23 | J22014へ降格                           |
| 18 | 大分トリニータ (R)     | 34 | 2  | 8  | 24 | 31 | 67 | −36 | 14 | J22014へ降格                           |

最終更新は2013年12月7日の試合終了時
出典: J. League Data Site
順位の決定基準: 1. 勝点; 2. 得失点差; 3. 得点数.
1 第93回天皇杯全日本サッカー選手権大会優勝クラブにもAFCチャンピオンズリーグ2014参加資格が与えられるが、同大会優勝クラブがJ1リーグ戦上位に入った場合は、リーグ戦次点のクラブに参加資格が与えられる。

## J2
| 順 | チーム                   | 試 | 勝 | 分 | 敗 | 得 | 失 | 差  | 点 | 出場権または降格                   |
| -- | ------------------------ | -- | -- | -- | -- | -- | -- | --- | -- | ---------------------------------- |
| 1  | ガンバ大阪 (C) (P)       | 42 | 25 | 12 | 5  | 99 | 46 | +53 | 87 | Jリーグ ディビジョン1 2014へ昇格 1 |
| 2  | ヴィッセル神戸 (P)       | 42 | 25 | 8  | 9  | 78 | 41 | +37 | 83 | Jリーグ ディビジョン1 2014へ昇格 1 |
| 3  | 京都サンガF.C.           | 42 | 20 | 10 | 12 | 68 | 46 | +22 | 70 | J1昇格プレーオフに出場 1           |
| 4  | 徳島ヴォルティス (O) (P) | 42 | 20 | 7  | 15 | 56 | 51 | +5  | 67 | J1昇格プレーオフに出場 1           |
| 5  | ジェフユナイテッド千葉   | 42 | 18 | 12 | 12 | 68 | 49 | +19 | 66 | J1昇格プレーオフに出場 1           |
| 6  | V・ファーレン長崎        | 42 | 19 | 9  | 14 | 48 | 40 | +8  | 66 | J1昇格プレーオフに出場 1           |
| 7  | 松本山雅FC               | 42 | 19 | 9  | 14 | 54 | 54 | 0   | 66 |                                    |
| 8  | コンサドーレ札幌         | 42 | 20 | 4  | 18 | 60 | 49 | +11 | 64 |                                    |
| 9  | 栃木SC                   | 42 | 17 | 12 | 13 | 61 | 55 | +6  | 63 |                                    |
| 10 | モンテディオ山形         | 42 | 16 | 11 | 15 | 74 | 61 | +13 | 59 |                                    |
| 11 | 横浜FC                   | 42 | 15 | 13 | 14 | 49 | 46 | +3  | 58 |                                    |
| 12 | ファジアーノ岡山         | 42 | 13 | 17 | 12 | 52 | 48 | +4  | 56 |                                    |
| 13 | 東京ヴェルディ           | 42 | 14 | 14 | 14 | 52 | 58 | −6  | 56 |                                    |
| 14 | アビスパ福岡             | 42 | 15 | 11 | 16 | 47 | 54 | −7  | 56 |                                    |
| 15 | 水戸ホーリーホック       | 42 | 14 | 13 | 15 | 50 | 58 | −8  | 55 |                                    |
| 16 | ギラヴァンツ北九州       | 42 | 13 | 10 | 19 | 50 | 60 | −10 | 49 |                                    |
| 17 | 愛媛FC                   | 42 | 12 | 11 | 19 | 43 | 52 | −9  | 47 |                                    |
| 18 | カターレ富山             | 42 | 11 | 11 | 20 | 45 | 59 | −14 | 44 |                                    |
| 19 | ロアッソ熊本             | 42 | 10 | 13 | 19 | 40 | 70 | −30 | 43 |                                    |
| 20 | ザスパクサツ群馬         | 42 | 9  | 13 | 20 | 43 | 61 | −18 | 40 |                                    |
| 21 | FC岐阜                   | 42 | 9  | 10 | 23 | 37 | 80 | −43 | 37 |                                    |
| 22 | ガイナーレ鳥取 (R)       | 42 | 5  | 16 | 21 | 38 | 74 | −36 | 31 | J2・JFL入れ替え戦に出場 2          |

最終更新は2013年11月24日の試合終了時
出典: J. League Data Site
順位の決定基準: 1. 勝点; 2. 得失点差; 3. 得点数.
1 J1ライセンスを保有するクラブのみ、J1自動昇格（上位2チーム）、プレーオフ参加（3-6位）可。
2 2014年度からJ2の下部リーグとしてJ3リーグ（J3）が設立され、J2からの自動降格チーム及び入れ替え戦に敗北したチームはJFLに降格（残留）ではなく、J3に降格（移行）することになる。

## 昇格・降格
J1からJ2への降格
第28節（10月5日）に大分トリニータの16位以下 が、第31節（11月10日）にジュビロ磐田の16位以下 が、第32節（11月23日）に湘南ベルマーレの16位以下 がそれぞれ確定。
J2からJ1への昇格
第39節（11月3日）にガンバ大阪の2位以内 が、第40節（11月10日）にヴィッセル神戸の2位以内 がそれぞれ確定。
J2からJ3への降格
第15回日本フットボールリーグ第32節（11月10日）において、クラブライセンス未取得のAC長野パルセイロの優勝と、準加盟でクラブライセンスを取得しているカマタマーレ讃岐の2位が決定したことから、J2からの自動降格は行われないと共に、讃岐がライセンスの付帯条件（債務超過解消など）をクリア次第、J2最下位のガイナーレ鳥取との入れ替え戦が行われることになった。

### J1昇格プレーオフ
|  | 準決勝                     | 準決勝               |                    |   | 決勝 | 決勝 |
|  |                            |                      |                    |   |      |      |
|  | 12月1日・西京極            |                      |                    |   |      |      |
|  |                            |                      |                    |   |      |      |
|  | 3位 京都サンガF.C.         | 0                    |                    |   |      |      |
|  | 3位 京都サンガF.C.         | 0                    | 12月8日・国立      |   |      |      |
|  | 6位 V・ファーレン長崎      | 0                    |                    |   |      |      |
|  | 6位 V・ファーレン長崎      | 0                    | 3位 京都サンガF.C. | 0 |      |      |
|  | 12月1日・ 鳴門大塚         |                      | 3位 京都サンガF.C. | 0 |      |      |
|  |                            | 4位 徳島ヴォルティス | 2                  |   |      |      |
|  | 4位 徳島ヴォルティス       | 4位 徳島ヴォルティス | 2                  | 1 |      |      |
|  | 4位 徳島ヴォルティス       |                      |                    | 1 |      |      |
|  | 5位 ジェフユナイテッド千葉 | 1                    |                    |   |      |      |
|  | 5位 ジェフユナイテッド千葉 | 1                    |                    |   |      |      |

#### 準決勝
| 京都サンガF.C. (3位) | 0 - 0    | V・ファーレン長崎 (6位) |
| -------------------- | -------- | ----------------------- |
|                      | 公式記録 |                         |

レギュレーションにより、年間順位上位の京都サンガが決勝進出。
| 徳島ヴォルティス (4位) | 1 - 1    | ジェフユナイテッド千葉 (5位) |
| ---------------------- | -------- | ---------------------------- |
| ドウグラス 37分 (PK)   | 公式記録 | 山口智 40分                  |

レギュレーションにより、年間順位上位の徳島ヴォルティスが決勝進出。

#### 決勝
準決勝を共に引き分けて決勝に駒を進めた3位の京都と4位の徳島との対戦となった。
試合立ち上がりからボールキープ率を高めて徳島ゴールに迫る京都と、後方でコンパクトな守備陣形を敷いてそこから一気にカウンターを狙う徳島という試合展開になった。京都は何度かゴール前に迫りながらも徳島がこれをしのぐ時間帯が過ぎたが、前半39分にコーナーキックのポールをDF千代反田充が頭であわせ、徳島が待望の先取点を得る。さらにその4分後には徳島MF藤原広太朗が前線に送ったロングボールをFW高崎寛之が頭でつなぐと、それが京都DF陣の間を駆け抜けたFW津田知宏に通り、津田がDFを振り切りながら足を伸ばすと、これが京都GKオ・スンフンの脇をかすめてゴール。徳島が前半のうちに2点を上げて有利な試合展開とした。
昇格のためには2点が必要となった京都は繰り返し猛攻を続けるが、徳島DF陣が粘り強い守備を見せ最後までゴールを割らせず、そのまま試合終了。これにより、徳島ヴォルティスのJ1昇格が決定。京都は2年連続で年間順位3位としながらも昇格プレーオフで涙を飲んだ。
なお、試合会場の国立霞ヶ丘競技場陸上競技場は、（新）国立競技場への建て替えのために翌2014年夏から順次取り壊しされることが決まっており、この会場で行なわれる決勝戦は今回が最後となった。
| 京都サンガF.C. | 0 - 2    | 徳島ヴォルティス                  |
| -------------- | -------- | --------------------------------- |
|                | 公式記録 | - 千代反田充 39分 - 津田知宏 43分 |

### J2・JFL入れ替え戦
2013 J2・JFL入れ替え戦（2013 J2/JFL Play-Offs）

JFL 2位のカマタマーレ讃岐がクラブライセンス（J2ライセンス）を取得したことから、J2最下位のガイナーレ鳥取との入れ替え戦が行われた。
| 2013年12月1日 | カマタマーレ讃岐 (JFL2位) | 1 - 1    | ガイナーレ鳥取 (J2・22位) | 香川県立丸亀競技場             |  |
| 13:03         | 高橋泰 47分               | 公式記録 | 森英次郎 50分             | 観客数: 5,793人 主審: 窪田陽輔 |  |

| 2013年12月8日 | ガイナーレ鳥取 | 0 - 1 (2戦合計 1 - 2) | カマタマーレ讃岐 | とりぎんバードスタジアム         |  |
| 13:03         |                | 公式記録              | 高橋泰 20分      | 観客数: 6,313人 主審: 福島孝一郎 |  |

2戦合計スコアが1-2となり、カマタマーレ讃岐のJ2昇格、ガイナーレ鳥取のJ3参入（降格）が決定した。

## 表彰
Jリーグアウォーズは2013年12月10日に横浜アリーナで開催された。
| 賞                         | 賞                         | 受賞者                                                     |
| -------------------------- | -------------------------- | ---------------------------------------------------------- |
| 最優秀選手賞               | 最優秀選手賞               | 中村俊輔（横浜F・マリノス）                                |
| 得点王                     | 得点王                     | 大久保嘉人（川崎フロンターレ）                             |
| ベストヤングプレーヤー賞   | ベストヤングプレーヤー賞   | 南野拓実（セレッソ大阪）                                   |
| 最優秀監督賞               | 最優秀監督賞               | 森保一（サンフレッチェ広島）                               |
| 優秀主審賞                 | 優秀主審賞                 | 西村雄一                                                   |
| 優秀副審賞                 | 優秀副審賞                 | 相樂亨                                                     |
| フェアプレー賞 高円宮杯    | フェアプレー賞 高円宮杯    | サンフレッチェ広島                                         |
| J1フェアプレー賞           | J1フェアプレー賞           | ベガルタ仙台                                               |
| J2フェアプレー賞           | J2フェアプレー賞           | ガンバ大阪                                                 |
| J2フェアプレー賞           | J2フェアプレー賞           | 松本山雅FC                                                 |
| J2フェアプレー賞           | J2フェアプレー賞           | ヴィッセル神戸                                             |
| J2フェアプレー賞           | J2フェアプレー賞           | ファジアーノ岡山                                           |
| フェアプレー個人賞         | フェアプレー個人賞         | 柿谷曜一朗（セレッソ大阪）                                 |
| フェアプレー個人賞         | フェアプレー個人賞         | 佐藤寿人（サンフレッチェ広島）                             |
| 功労選手賞                 | 功労選手賞                 | 中山雅史                                                   |
| 功労選手賞                 | 功労選手賞                 | 土肥洋一                                                   |
| 功労選手賞                 | 功労選手賞                 | 服部公太                                                   |
| Jリーグベストピッチ賞      | Jリーグベストピッチ賞      | 埼玉スタジアム2002                                         |
| Jリーグベストピッチ賞      | Jリーグベストピッチ賞      | 東北電力ビッグスワンスタジアム                             |
| Jリーグベストピッチ賞      | Jリーグベストピッチ賞      | IAIスタジアム日本平                                        |
| Jリーグベストピッチ賞      | Jリーグベストピッチ賞      | キンチョウスタジアム                                       |
| 最優秀育成クラブ賞         | 最優秀育成クラブ賞         | セレッソ大阪                                               |
| J2 Most Exciting Player    | J2 Most Exciting Player    | 遠藤保仁（ガンバ大阪）                                     |
| 最優秀ゴール賞             | J1                         | 柿谷曜一朗（セレッソ大阪）                                 |
| 最優秀ゴール賞             | J2                         | 中島翔哉（東京ヴェルディ）                                 |
| Join賞（チェアマン特別賞） | Join賞（チェアマン特別賞） | 大宮アルディージャ・サンフレッチェ広島のファン・サポーター |

### ベストイレブン
| ポジション | 選手名     | 受賞回数 | 所属クラブ         |
| ---------- | ---------- | -------- | ------------------ |
| GK         | 西川周作   | 2        | サンフレッチェ広島 |
| DF         | 那須大亮   | 初       | 浦和レッズ         |
| DF         | 森重真人   | 初       | FC東京             |
| DF         | 中澤佑二   | 6        | 横浜F・マリノス    |
| MF         | 中村俊輔   | 3        | 横浜F・マリノス    |
| MF         | 山口螢     | 初       | セレッソ大阪       |
| MF         | 柿谷曜一朗 | 初       | セレッソ大阪       |
| MF         | 青山敏弘   | 2        | サンフレッチェ広島 |
| FW         | 大迫勇也   | 初       | 鹿島アントラーズ   |
| FW         | 大久保嘉人 | 初       | 川崎フロンターレ   |
| FW         | 川又堅碁   | 初       | アルビレックス新潟 |

- 同賞が日本国籍を持っている選手で占められるのは、2009年以来2度目。
  - ただし、2009年は田中マルクス闘莉王が受賞しているため、帰化人を除く日本人のみで占められるのは史上初である。

### 月間MVP
| 月         | J1                       | J1           |  | J2          | J2    |
| 月         | 選手                     | 所属         |  | 選手        | 所属  |
| ---------- | ------------------------ | ------------ |  | ----------- | ----- |
| 3月        | 中村俊輔                 | 横浜FM       |  | ポポ        | 神戸  |
| 4月        | ズラタン                 | 大宮         |  | レアンドロ  | G大阪 |
| 5月        | 柿谷曜一朗               | C大阪        |  | オ スンフン | 京都  |
| 6月        | 試合開催なし             | 試合開催なし |  | 林陵平      | 山形  |
| 7月        | 西川周作                 | 広島         |  | 山瀬功治    | 京都  |
| 8月        | 大迫勇也                 | 鹿島         |  | 宇佐美貴史  | G大阪 |
| 9月        | 長谷川アーリアジャスール | FC東京       |  | 小川慶治朗  | 神戸  |
| 10月       | 榎本哲也                 | 横浜FM       |  | ケンペス    | 千葉  |
| 11月・12月 | 大久保嘉人               | 川崎         |  | 宇佐美貴史  | G大阪 |

### 月間ベストゴール
| 月   | J1           | J1           | J1           | J1                   | J1           |  | J2               | J2           | J2           | J2                   | J2           |
| 月   | 選手         | 所属         | 節           | 対戦相手（試合会場） | 得点時間     |  | 選手             | 所属         | 節           | 対戦相手（試合会場） | 得点時間     |
| ---- | ------------ | ------------ | ------------ | -------------------- | ------------ |  | ---------------- | ------------ | ------------ | -------------------- | ------------ |
| 3月  | 中村俊輔     | 横浜FM       | 2節          | 清水（アイスタ）     | 8分          |  | ポポ             | 神戸         | 6節          | 松本（松本）         | 71分         |
| 4月  | 柴崎岳       | 鹿島         | 8節          | 新潟（東北電ス）     | 6分          |  | 荒田智之         | 岡山         | 7節          | 札幌（カンスタ）     | 17分         |
| 5月  | 柿谷曜一朗   | C大阪        | 13節         | 名古屋（金鳥スタ）   | 67分         |  | 遠藤保仁         | G大阪        | 16節         | 愛媛（ニンスタ）     | 81分         |
| 6月  | 試合開催なし | 試合開催なし | 試合開催なし | 試合開催なし         | 試合開催なし |  | 兵働昭弘         | 千葉         | 20節         | 徳島（鳴門大塚）     | 20分         |
| 7月  | 齋藤学       | 横浜FM       | 16節         | 大宮（日産ス）       | 36分         |  | 押谷祐樹         | 岡山         | 22節         | 神戸（カンスタ）     | 2分          |
| 8月  | 中村俊輔     | 横浜FM       | 21節         | FC東京（味の素）     | 89分         |  | ソ・ヨンドク     | 富山         | 27節         | 札幌（富山）         | 25分         |
| 9月  | 佐藤寿人     | 広島         | 27節         | 鳥栖（ベアスタ）     | 23分         |  | 中島翔哉         | 東京V        | 35節         | 群馬（国立）         | 82分         |
| 10月 | 中村俊輔     | 横浜FM       | 30節         | 大分（大銀ド）       | 45分         |  | 押谷祐樹         | 岡山         | 37節         | 愛媛（カンスタ）     | 28分         |
| 11月 | 柿谷曜一朗   | C大阪        | 33節         | 鹿島（長居）         | 38分         |  | キム・ミンギュン | 岡山         | 39節         | 鳥取（カンスタ）     | 83分         |
| 12月 | 石原直樹     | 広島         | 34節         | 鹿島（カシマ）       | 35分         |  | 試合開催なし     | 試合開催なし | 試合開催なし | 試合開催なし         | 試合開催なし |

## Jリーグ準加盟
特記なしはいずれも日本フットボールリーグ（JFL）所属
☆=2014年度J3加盟　◎=2014年度J2加盟
前年度からの継続
- ☆FC町田ゼルビア（2012年J2・22位によるJFL降格により準加盟に復帰）
- ☆S.C.相模原（2013年JFL昇格）
- ☆AC長野パルセイロ
- ◎カマタマーレ讃岐

2013年2月承認
- ☆ブラウブリッツ秋田
- ☆ツエーゲン金沢

2013年8月承認
- ☆グルージャ盛岡（東北社会人サッカーリーグ1部）
- ☆横浜スポーツ&カルチャークラブ
- レノファ山口FC（中国サッカーリーグ1部）

2013年9月承認
- ヴァンラーレ八戸（東北社会人サッカーリーグ1部）
- ☆福島ユナイテッドFC
- tonan前橋（関東サッカーリーグ1部）
- アスルクラロ沼津（東海社会人サッカーリーグ1部）
- ☆藤枝MYFC
- 奈良クラブ（関西サッカーリーグ1部）
- ☆FC琉球

長野はJFLで優勝したが、J2開催基準を満たすスタジアムが建設中であり2013年度もJ2ライセンスを申請しなかったため、J3に参加。
讃岐はJFL2位で、J2・22位（最下位）の鳥取とのJ2・JFL入れ替え戦（前述）勝利によりJ2昇格が決定した。
その他に、栃木ウーヴァFC、FC鈴鹿ランポーレ（東海社会人1部リーグ）、ヴィアティン桑名（三重県社会人サッカーリーグ2部）、MIOびわこ滋賀の4チームが準加盟を申請しているが、桑名については申請書類の不備により受理されず、他の3クラブも継続審議となり準加盟承認は見送られている。

## 2014年度クラブライセンス審査結果
2014年度のJリーグクラブライセンス申請のうち、J2ライセンス以上については正会員40クラブ、準加盟のJFL3クラブ（町田・金沢・讃岐）の43クラブから申請があり、以下の通り43クラブすべてにライセンスが交付され、交付を却下されたクラブはなかった。また2014年度から新設されるJ3リーグ参加の条件となるJ3ライセンスについては2013年9月までに準加盟を承認された16クラブを対象に審査が行われ、13クラブにライセンスが交付された。
クラブ名の後ろに「」が付いたクラブは新たに当該ライセンスを交付されたクラブ。
- J1ライセンス（36クラブ） - 札幌、仙台、山形、鹿島、栃木、群馬、浦和、大宮、千葉、柏、FC東京、東京V、川崎、横浜FM、横浜FC、湘南、甲府、松本、新潟、富山、清水、磐田、名古屋、京都、G大阪、C大阪、神戸、岡山、広島、徳島、愛媛、福岡、鳥栖、長崎、熊本、大分
- J2ライセンス（7クラブ） - 水戸、岐阜、町田[注 4]、金沢[注 4]、鳥取、讃岐[注 4]、北九州
- J3ライセンス（13クラブ） - 盛岡、秋田、福島、YS横浜、相模原、長野、沼津、藤枝、山口、琉球
  - J3ライセンスの交付が見送られたのは八戸、前橋、奈良の3クラブで、いずれも「スタジアム要件未充足」という理由であった。

なお、J1/J2ライセンスを取得したクラブのうち、B等級、特にスタジアムの屋根やトイレの数を充足していない30クラブに対してはFIB（クラブライセンス交付第一審機関）への文書提出を求める制裁処分を科した。また、経営改善を促す目的でFIBから「是正通知」を12クラブ（札幌、栃木、群馬、横浜FM、富山、名古屋、岐阜、神戸、北九州、熊本、大分、讃岐）に「個別通知」を5クラブに行った。このうち、「是正通知」とされた12クラブは「債務超過」、または「3期連続赤字経営」のいずれかの条件（特に群馬、横浜FM、神戸の3クラブはその両方）に当てはまる。